# 飛行方位計

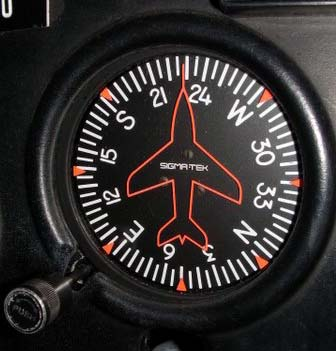
小型機の飛行方位計

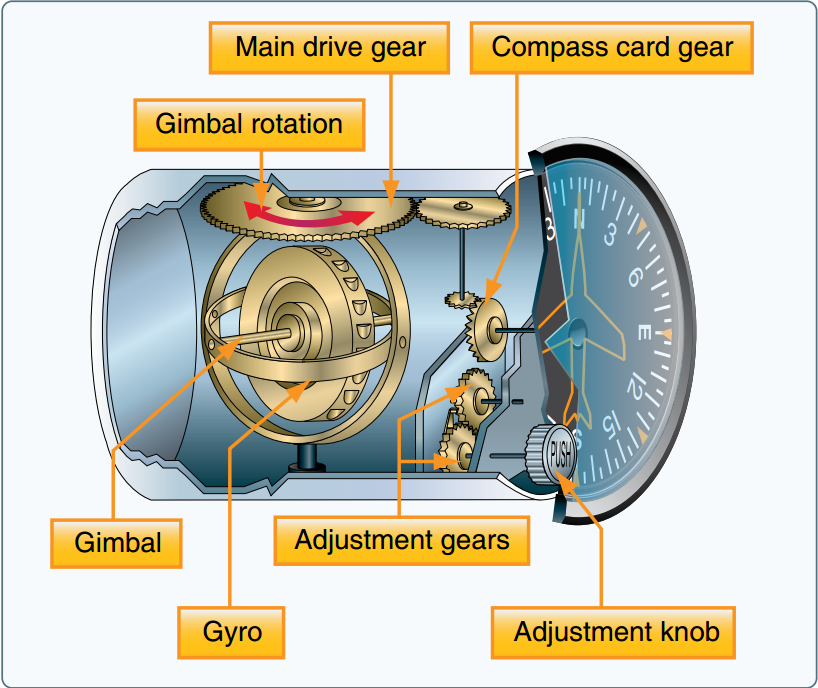
飛行方位計の内部

飛行方位計 （ひこうほういけい、英語: heading indicator, HI） は、定針儀（ていしんぎ、英語: directional gyro, DG）または方向指示器（ほうこうしじき、英語: direction indicator, DI）とも呼ばれ、航空機の針路をパイロットに知らせるために使用される航空計器である。

## 使用方法
小型機の方位確認は、主に磁気コンパスで行われる。しかし、磁気コンパスには、地球磁場の傾斜または下り勾配で生じる誤差をはじめ、いくつかの種類の誤差がある。傾斜エラーにより、航空機がバンク内にあるとき、または加速または減速中に磁気コンパスが正しく読み取られず、加速していない完全な直線・水平飛行状態以外での使用が困難になる。これを改善するために、ジャイロスコープの飛行方位計は、傾斜や加速度誤差の影響を受けないため、通常、パイロットは方位計を参考に機体を操縦する。パイロットは定期的に飛行方位計を磁気コンパスで示される方位にリセットする必要がある。

## 操作方法
飛行方位計は、ジャイロスコープを使用しており、航空機のヨーイング面（航空機の縦軸と横軸で定義される面）に架設機構によって結びつけられている。そのため、航空機のヨーイング平面が地球の水平方向と一致しない場合、表示誤差が生じる。飛行方位計は、ジャイロ軸を使用して、度単位で校正された円形のコンパスカードからなるディスプレイを駆動するように配置されている。ジャイロスコープは、電動で回転するか、航空機のエンジンから駆動される吸引ポンプ (高高度航空機では圧力ポンプ) からの濾過された空気の流れを使用して回転する。地球は回転するため (ω、1時間に15°、明らかなドリフト)、ジャイロのバランスが不完全なために発生するわずかな誤差が蓄積されるため、飛行方位計は時間の経過とともにドリフトし (実際のドリフト)、磁気コンパスを使用してリセットする必要がある 。見かけのドリフトはω sin緯度によって予測されるため、極域で最も大きくなる。地球速度ドリフトの影響を打ち消すために、緯度ナットで補正することができる (地上のみ)。これは、ジャイロスコープで（できれば等しく反対の）実際のふらつきを引き起こす。そうしなければ、定期的な飛行中のチェック中に、10～15分ごとに手動で飛行方位計を再調整する必要がある。これを怠ると、新人パイロットに一般的にあるナビゲーションエラーの原因となる。別の種類の明らかなドリフトは、航空機の動きと極に向かう子午線の収束によって引き起こされるトランスポートワンダの形で存在する。これは、大円（英語: orthodrome）飛行経路に沿ったコース変更に相当する。

## バリエーション
高価な飛行方位計は、フラックスゲートと呼ばれる磁気センサーに「スレーブ」されており、フラックスゲートは地球の磁場を継続的に感知し、サーボ機構により常に飛行方位計を補正する。これらの「スレーブジャイロ」は、10〜15分ごとに手動で再調整する必要がないため、パイロットの負荷を軽減することができる。